# Tanneke Denijs
Tanneke Denijs (geboren 1637/1638 vermutlich in Bloemendaal; gestorben vermutlich 1702 in Den Haag) war eine niederländische Mystikerin und Autorin religiöser Werke.

## Leben
Tanneke Denijs wurde 1637/1638 vermutlich als Tochter eines Bleichers in Bloemendaal geboren und hatte vermutlich einen Bruder und eine Schwester. Die Familie Denijs auch De Nijs war dort eine bekannte Familie, die über Generationen hinweg Garn und Leinen für die Leinen- und Tuchindustrie in Haarlem bleichte. Zwischen 1664 und 1668 zog Tanneke Denijs nach Amsterdam und sicher ist, dass sie 1668 mit dem „Chymicus“ Hendrik van Swinderen dort lebte. Ihr Mann, der möglicherweise eine Arztpraxis betrieb, verfasste eine medizinische Abhandlung, die im Druck unter dem Titel „Een bloeyende roos, gewortelt in Gelderlandt, hem door een engel geopenbaart in Utrecht“ erschien.
Tanneke Denijs reiste viel und wechselte regelmäßig ihren Wohnort. Einer ihrer Freunde, der lutherische Pietist Friedrich Breckling berichtet darüber in seiner Autobiographie. Ab 1673 notierte er sorgfältig, wo sich „Tanneken“ oder auch „Juffrou van Swinderen“ aufhielt. Im Mai 1673 reiste sie von Amsterdam nach Den Haag und von dort nach Schottland. Ende 1674 ließ sie sich in Lübeck nieder. In Lübeck engagierte sie sich intensiv in den von radikalen Pietisten organisierten Konventikeln. Sie hielt sich im Herbst 1676 in Utrecht auf und im Jahr 1679 zog Tanneke Denijs nach England. Erneut zog sie im Jahr 1689 und 1690 dorthin. Schließlich ließ sie sich in Den Haag nieder. Hierher zog Friedrich Breckling 1690 zu ihr.
Ihre Reisen, aber auch die Tatsache, dass sie in ihren Jahren in Amsterdam ein Dienstmädchen beschäftigen konnte, das angeblich die köstlichsten Gerichte und Saucen zubereitete, lässt vermuten, dass Tanneke Denijs nicht arm gewesen sein kann und auch über eigene Mittel verfügt haben muss.
Wie einige andere Mystiker, die in der niederländischen Republik ihre Spuren hinterließen, glaubte Tanneke Denijs, dass die Endzeit nahe sei und dass daher das „wahre“ Christentum auf Erden wiederhergestellt werden müsse. Man sagte, sie sei von Gott auserwählt worden, dies der Welt bekannt zu machen. Im Alter von 24 Jahren veröffentlichte sie ihr erstes Werk unter dem Titel „De christelijk lelie-bloem“. In den Jahren 1663 und 1664 erschienen nacheinander ein zweiter und dritter Teil. In diesen Schriften ist der Einfluss des schlesischen Mystikers Jakob Böhme erkennbar, dessen Ideen damals auch in der Republik von mystischen Chiliasten und Spiritualisten angenommen wurden.
Im Jahr 1684 erschien ihr nächstes Werk, die anonyme Broschüre „De lely onder de doornen“. Sie beschreibt die wahre Wiederherstellung des Lebens durch die innere Geburt der Seelen. Ein weiteres Werk erschien 1690, „Hoogeliedt Salomonis en de Openbaring Johannis“. Ihre Auslegung des Hohenliedes datiert vom Juni 1686, jene der Offenbarung des Johannes vom Januar 1687. Im Vorwort schreibt sie, sie habe niemals daran gedacht, ihr „Lebenswerk noch einmal zu Papier zu bringen, weil sie glaubte, das Ende der Zeiten sei nahe. Doch inspiriert von der Braut aus dem Hohelied der Liebe fühlte sie sich erneut dazu berufen, Gottes Botschaft zu verbreiten.“
Tanneke Denijs starb vermutlich 1702 in Den Haag.